# Belgisch legioen (1848)
Het Belgisch legioen was een groep Belgische expats in Parijs, die in het revolutiejaar 1848 in de nasleep van de februarirevolutie probeerden de Belgische monarchie omver te werpen, en mogelijk zelfs een annexatie van België door Frankrijk wilden bewerkstelligen. Hun invasie werd op 29 maart afgeslagen aan de grens.

## Parijs
In maart 1848 werd er in Parijs door een aantal daar residende Belgische arbeiders een groep gevormd onder de naam Association des démocrates belges ("Vereniging van Belgische Democraten"). De groep, gevestigd in een pand aan de rue Menilmontant 94 in het twintigste arrondissement, werd aangevoerd door een wijnhandelaar genaamd Blervacq en een voormalig officier genaamd Fosses. Ze streefden een nieuw België na, dat uiting zou moeten geven aan de idealen van de Februarirevolutie. Om een en ander wat vaart te geven werd er besloten tot de oprichting van een Légion belge, het Belgisch legioen.
Het Belgisch legioen werd officieus ondersteund door een aantal Franse hoogwaardigheidsbekleders, waaronder de toenmalige minister van Binnenlandse Zaken Ledru-Rollin en de Parijse politieprefect Marc Caussidière, die op z'n minst een verspreiding van de republikeinse revolutie bij de noorderburen tegemoet zagen, maar die ook een annexatie wel zagen zitten. Het expliciete doel van de beweging was de omverwerping van de Belgische monarchie, en de vestiging van een Belgische republiek. Op de Brusselse Grote Markt waren er dagelijks arbeidersmanifestaties om dit doel te ondersteunen. Ook het groepje communisten dat Karl Marx rond zich had verzameld, was daarbij aanwezig.

## Colonne van Quiévrain
Een eerste colonne legionairs, bestaande uit 800 à 900 man aangevoerd door Jules Fosse, vertrok uit Parijs naar Valenciennes om daar twee treinen naar Bergen te nemen. Twee Belgische locomotieven reden hen tegemoet en namen de treinen op 24 maart 1848 op sleeptouw naar Quiévrain, waar de rijkswacht klaarstond. De Fransen werden teruggeleid naar de grens en de Belgen naar hun gemeenten. Velen verklaarden achteraf dat ze enkel waren meegekomen voor het gratis eten en vervoer.

## Colonne vanRisquons-Tout
Aangevoerd door Frédéricq Blervacq en Charles Graux verliet op 25 maart 1848 een tweede groep van 1500 man Parijs, geëscorteerd door studenten van de Polytechnique. De reis trok via Douai naar Seclin alwaar ze op 27 maart aankwamen. De groep kreeg logistieke steun van de commissaris van het Noorderdepartement, Charles Delescluze, en van de Franse generaal Négrier. De Franse minister van Oorlog Cavaignac kreeg echter lucht van de expeditie, en daar hij al in verlegenheid was gebracht door het treinincident bij Quiévrain, verbood hij Négrier assistentie te verlenen aan een nieuwe schending van de Belgische grens. Négrier gaf gehoor aan dit verbod, gaf de studenten van de Polytechnique het bevel huiswaarts te keren, en liet de stadspoorten van Rijsel sluiten. Niettemin vertrok de avond van de 28ste maart het Belgische legioen, dat inmiddels door Delescluze van wapens en munitie was voorzien, naar het noorden. Tussen Neuville-en-Ferrain en Moeskroen trok het de Belgische grens over.
Het Belgische leger was niet al te zeer verrast, en een legermacht onder leiding van generaal Joseph Fleury-Duray ontmoette het legioen ter hoogte van het gehucht Risquons-Tout (indertijd behorende tot de gemeente Rekkem, in 1962 toegevoegd aan de gemeente Moeskroen). In de daaropvolgende veldslag werden de rebellen ingemaakt. Even leek het erop dat ze de twee kanonnen zouden kunnen bemachtigen, maar versterking uit Kortrijk besliste daar anders over. Zeven rebellen lieten het leven en 26 werden gewond. Een zestigtal gevangenen werd opgesloten in Kortrijk.

## Assisenprocessen
De vervolging werd in handen gegeven van procureur-generaal Charles de Bavay, die de grote politieke processen in het jonge België had geleid. Hij bekwam dat de zaak voor een assisenjury in Antwerpen werd gebracht, waar het rustig was gebleven. Van de 64 personen die hij in beschuldiging had gesteld, moesten er 43 terechtstaan. 16 beklaagden werden vrijgesproken en 17 kregen de doodstraf, onder wie enkelen die niet aanwezig waren geweest in Quiévrain of Risquons-Tout. Een kopstuk als Blervacq werd dan weer niet schuldig bevonden. Friedrich Engels schreef in de Neue Rheinische Zeitung een artikel waarin hij de doodvonissen scherp veroordeelde. Door de veroordeling van Karel Spilthoorn, Victor Tedesco, François Mellinet, Victor Mathieu en anderen werd de republikeinse Association Démocratique platgelegd. Na een afgewezen cassatievoorziening zagen de veroordeelden hun doodstraf op 21 november omgezet in twintig jaar opsluiting. Ze zaten gevangen in het Fort van Hoei en kregen na enige jaren gratie.
Enkele maanden later werden nog vier verdachten aangehouden. Twee werden vrijgelaten bij gebrek aan bewijs, de anderen – Loriaux en Denis – werden op 17 februari 1849 schuldig bevonden door de assisenjury.

## Voetnoten
1. ↑  Demetrius Charles de Kavanagh Boulger, The History of Belgium. Part 2. 1815-1865. Waterloo to the Death of Leopold I, blz. 302
2. ↑  De 43 waren: Charles-Louis Spilthoorn, Louis Delestrée, Charles Perin, François Mellinet, Victor Mathieu, Jacques De Rudder, Félix Bailliu, Dominique Auvenne, Charles Du Pré, Victor Tedesco, Jules Carnel, Henri Guelton, Louis-Auguste Jouannin, François-Damas Calonne, Gérard Clauwens, Jean Baeten, Eugène Vanlabeke, Edouard Van Goethem, Ferdinand Leleu, Pierre-Joseph Nonkel, François-Xavier Dohet, Charles-Joseph Schoonhooghe, Nicolas Vandersande, François Hannecart, Jean-Baptiste Coopmans, Jean Knops, Jean Bourgeois, Herman-Jean Brouwer, Eugène Coucke, Willebord Treigniere, Jean Dublé, Frédéric Blervacq, Charles Graux, François Houwaer, Prosper-Alexandre Arens, Joseph Deynoodt, Théodore-Alexandre Brullez, Joseph Tytgat, Jules Fosses, Emile Coulon, Antoine Kats, Fidèle Felhoen en Honoré Mathieu.
3. ↑  Stuk van Engels. Gearchiveerd op 4 oktober 2022.
4. ↑  Elise Van Opstal, België beeft... Politieke misdrijven voor de Assisenhoven van Antwerpen en Brabant (1830-1849), onuitgegeven licentiaatsthesis, Universiteit Gent, 2004
5. ↑  Bernardin Loriaux, Pierre Joseph Denis, Benoit Broquet en Eugène Dierens. Zie: Elise Van Opstal, België beeft... Politieke misdrijven voor de Assisenhoven van Antwerpen en Brabant (1830-1849), onuitgegeven licentiaatsthesis, Universiteit Gent, 2004